# Austrolebias wolterstorffi
Austrolebias wolterstorffi, un pez de agua dulce la familia de Rivulines en el orden de los Cyprinodontiformes.

## Morfología
De cuerpo alargado, los machos pueden alcanzar los 12 cm de longitud máxima.

## Distribución geográfica
Se encuentra en Sudamérica, endémico de la cuenca de la Laguna de los Patos y Laguna Merín, en Brasil y Uruguay.

## Hábitat
Viven en pequeños cursos de agua entre 20 y 25°C con pH de 6 a 7.5, de comportamiento bentopelágico, es una especie no migradora.